# Ayo & Teo
Ayo & Teo ist ein US-amerikanisches Hip-Hop-Duo aus Michigan. Bekannt wurden sie als Teenager mit ihrem viralen Hit Rolex aus dem Jahr 2017.

## Karriere
Die Brüder Ayleo und Mateo Bowles, alias Ayo & Teo, stammen aus Ann Arbor im US-Bundesstaat Michigan. Schon von der Grundschule an waren sie tanzbegeistert. Mitte der 2010er richteten sie eine Social-Media-Seite mit Tanzvideos und -Challenges ein, die viele Anhänger fand. 2016 veröffentlichten sie die Single In Reverse. Die Musikindustrie wurde auf sie aufmerksam und sie durften in den Videos zu Ushers Song No Limit und Chris Browns Party auftreten. Auch bei der Verleihung der BET Awards hatten sie im selben Jahr einen Auftritt. Markenzeichen sind ihre Mundschutzmasken mit aufgedruckten Bärenschnauzen und anderen Motiven.
Sie unterschrieben bei Columbia Records und veröffentlichten mit Lit Right Now eine weitere Single. Anfang 2017 hatten sie mit ihrem Song Rolex ihren größten Erfolg. Das Video erreichte bei YouTube in kurzer Zeit 30 Millionen Aufrufe und stieg in die US-Singlecharts ein. Es kam bis auf Platz 20 und wurde mit Doppelplatin ausgezeichnet. Es wurde vor allem zu einem viralen Hit und wurde im Lauf Zeit mehrere hundert Millionen Mal abgerufen. Auch in Großbritannien, wo es das Lied nicht in die Charts schaffte, erreichte es eineinhalb Jahre nach Veröffentlichung Silberstatus.
Ayo & Teo veröffentlichten danach noch zahlreiche weitere Songs, ein weiterer Hit gelang ihnen aber nicht mehr.

## Mitglieder
- Ayleo Bowles (* 30. Oktober 1996)
- Mateo Bowles (* 29. August 1999)

## Diskografie
- 2016: In Reverse
- 2017: Lit Right Now
- 2017: Rolex (US: ×2Doppelplatin , UK: Silber)
- 2017: Hoddie
- 2017: Better Off Alone
- 2017: Like Us
- 2018: Hold My Sauce
- 2018: Fallen Angels
- 2018: Aye3 (featuring Lil Yachty)
- 2019: Friends (featuring B. Smyth)
- 2019: Last Forever
- 2019: Fly N Ghetto
- 2020: Bring a Friend

## Auszeichnungen für Musikverkäufe
| Goldene Schallplatte - Brasilien - 2022: für die Single Last Forever - 2022: für die Single Fly N Ghetto - Dänemark - 2021: für die Single Rolex - Frankreich - 2018: für die Single Rolex - Italien - 2018: für die Single Rolex - Polen - 2022: für die Single Rolex | Platin-Schallplatte - Neuseeland - 2022: für die Single Rolex 2× Platin-Schallplatte - Kanada - 2018: für die Single Rolex |

Anmerkung: Auszeichnungen in Ländern aus den Charttabellen bzw. Chartboxen sind in ebendiesen zu finden.
| Land/RegionAuszeichnungen für Musikverkäufe (Land/Region, Auszeichnungen, Verkäufe, Quellen) | Silber  | Gold     | Platin     | Verkäufe  | Quellen             |
| -------------------------------------------------------------------------------------------- | ------- | -------- | ---------- | --------- | ------------------- |
| Brasilien (PMB)                                                                              | —       | 2× Gold2 | —          | 40.000    | pro-musicabr.org.br |
| Dänemark (IFPI)                                                                              | —       | Gold1    | —          | 45.000    | ifpi.dk             |
| Frankreich (SNEP)                                                                            | —       | Gold1    | —          | 66.666    | snepmusique.com     |
| Italien (FIMI)                                                                               | —       | Gold1    | —          | 25.000    | fimi.it             |
| Kanada (MC)                                                                                  | —       | —        | 2× Platin2 | 160.000   | musiccanada.com     |
| Neuseeland (RMNZ)                                                                            | —       | —        | Platin1    | 30.000    | radioscope.co.nz    |
| Polen (ZPAV)                                                                                 | —       | Gold1    | —          | 25.000    | olis.pl             |
| Vereinigte Staaten (RIAA)                                                                    | —       | —        | 2× Platin2 | 2.000.000 | riaa.com            |
| Vereinigtes Königreich (BPI)                                                                 | Silber1 | —        | —          | 200.000   | bpi.co.uk           |
| Insgesamt                                                                                    | Silber1 | 6× Gold6 | 5× Platin5 |           |                     |